# NGC 1415
NGC 1415 = IC 1983 ist eine Linsenförmige Galaxie mit ausgedehnten Sternentstehungsgebieten vom Hubble-Typ SAB0/a im Sternbild Eridanus am Südsternhimmel. Sie ist schätzungsweise 66 Millionen Lichtjahre von der Milchstraße entfernt, hat einen Durchmesser von etwa 75.000 Lichtjahren und ist Mitglied des Eridanus-Galaxienhaufens.

Im selben Himmelsareal befinden sich u. a. die Galaxien NGC 1401, NGC 1403, NGC 1416, NGC 1426.
Das Objekt wurde am 9. Dezember 1784 vom deutsch-britischen Astronomen Wilhelm Herschel entdeckt.